# Drei Gleichen (Gemeinde)
Drei Gleichen ist eine kreisangehörige Landgemeinde im thüringischen Landkreis Gotha. Sie liegt zwischen den Städten Erfurt, Gotha und Arnstadt und ist nach dem Burgenensemble der Drei Gleichen benannt. Sitz der Gemeinde ist Wandersleben. Die Gemeinde ist erfüllende Gemeinde für Schwabhausen.

## Geographie

### Ortsteile
Die Landgemeinde umfasst die Ortschaften
- Cobstädt
- Grabsleben
- Großrettbach
- Günthersleben
- Mühlberg
- Seebergen
- Wandersleben
- Wechmar

Die Ortschaften Cobstädt, Grabsleben und Großrettbach erhalten eine gemeinsame Ortschaftsverfassung mit der Bezeichnung „Cobstädt/Grabsleben/Großrettbach“. Ebenso erhalten die Ortschaften Günthersleben und Wechmar eine gemeinsame Ortschaftsverfassung, während die übrigen Ortschaften jeweils eine eigene Ortschaftsverfassung erhalten.

## Geschichte

### Erste Gemeinde Drei Gleichen 2009–2018

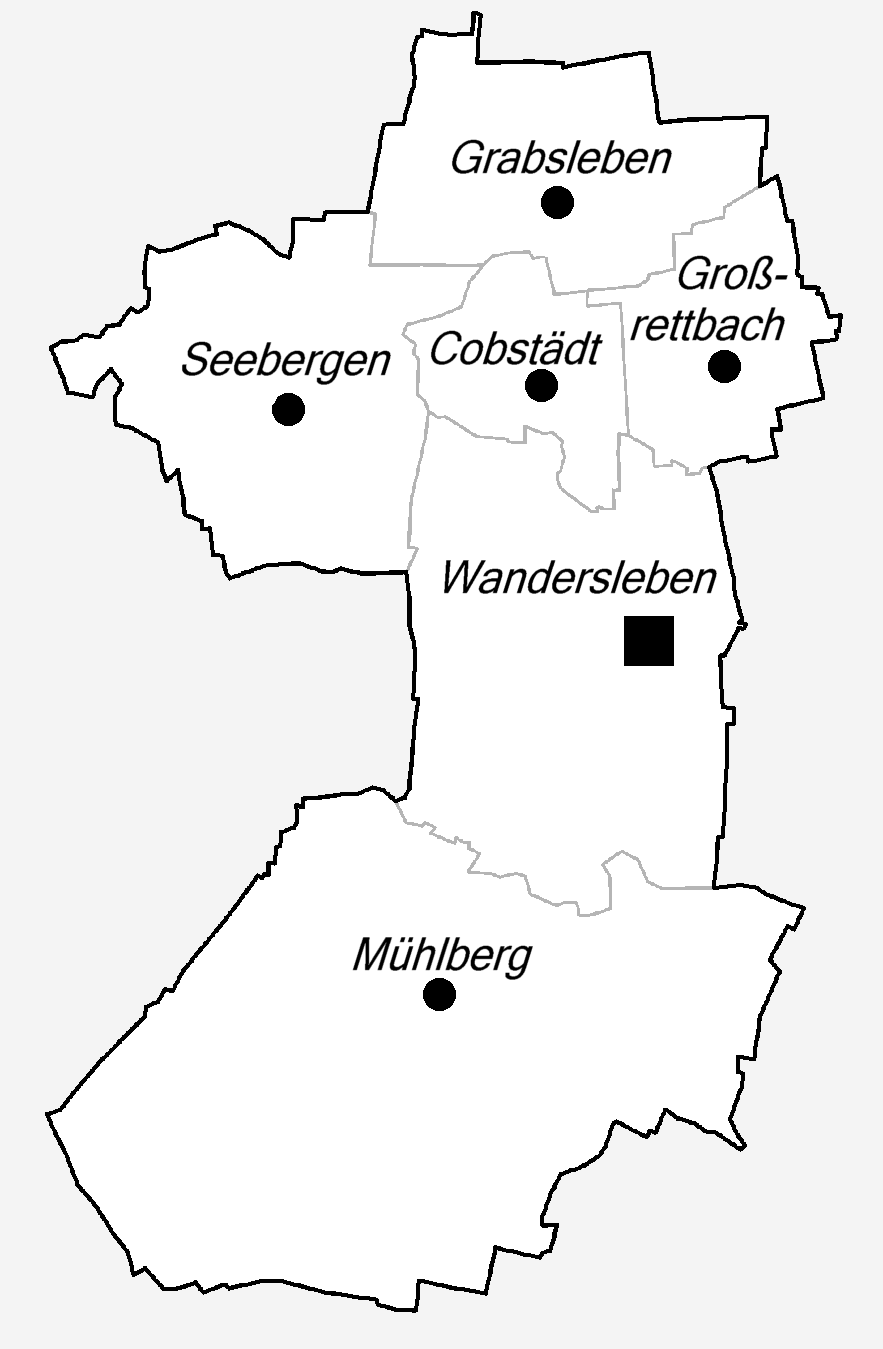
Gemeindegliederung 2009 bis 2018

Die Gemeinde entstand zum 1. Januar 2009 aus dem Zusammenschluss der bis dahin selbständigen Gemeinden Grabsleben, Mühlberg, Seebergen und Wandersleben. Die Verwaltungsgemeinschaft Drei Gleichen, der alle Gemeinden angehörten, wurde gleichzeitig aufgelöst. Zu Grabsleben gehörten bis zum Zusammenschluss noch die Ortsteile Großrettbach und Cobstädt, die nun der Gemeinde Drei Gleichen angehören.

### Zweite Gemeinde Drei Gleichen ab 2018
Zum 6. Juli 2018 fusionierte Drei Gleichen mit der Nachbargemeinde Günthersleben-Wechmar zur Landgemeinde Drei Gleichen.

### Einwohnerentwicklung
Entwicklung der Einwohnerzahl (31. Dezember):
| - 2009: 5232 - 2010: 5282 - 2011: 5163 - 2012: 5144 - 2013: 5147 - 2014: 5077 - 2015: 5065 | - 2016: 5011 - 2017: 4995 - 2018: 7931 - 2019: 7934 - 2020: 7968 - 2021: 7940 - 2022: 7935 |

Datenquelle: Thüringer Landesamt für Statistik
ab 2018 Einwohnerzahlen der neugebildeten Gemeinde Drei Gleichen

## Politik

### Gemeinderat
Der Gemeinderat besteht aus 20 ehrenamtlichen Bürgerinnen und Bürgern, die über Angelegenheiten der Gemeinde entscheiden. Die Kommunalwahlen in Thüringen 2024|Gemeinderatswahl vom 26. Mai 2024 führte zu dem in den Diagrammen dargestellten Ergebnis.
- Linke: 1
- SPD: 1
- FWG: 3
- IGW: 4
- BI: 2
- CDU: 9

Die Gemeinderatswahlen am 7. Juni 2009, am 25. Mai 2014 und am 14. Oktober 2018 (erste Wahl der neuen Gemeinde Drei Gleichen) hatten folgendes Ergebnis:
| Parteien und Wählergemeinschaften | Parteien und Wählergemeinschaften                | % 2009 | Sitze 2009 | % 2014 | Sitze 2014 | % 2018 | Sitze 2018 |
| CDU                               | Christlich Demokratische Union Deutschlands      | 44,0   | 9          | 43,8   | 9          | 47,7   | 10         |
| SPD                               | Sozialdemokratische Partei Deutschlands          | 18,0   | 3          | 15,1   | 3          | 12,1   | 2          |
| FWG                               | Freie Wählergruppe                               | 15,7   | 3          | 19,8   | 4          | 26,3   | 5          |
| BI                                | Bürgerinitiative gegen überhöhte Kommunalabgaben | 09,4   | 2          | 13,6   | 3          | 10,1   | 2          |
| LINKE                             | Die Linke                                        | 08,9   | 2          | 07,7   | 1          | 3,8    | 1          |
| FDP                               | Freie Demokratische Partei                       | 04,0   | 1          | —      | —          | —      | —          |
| Gesamt                            | Gesamt                                           | 100    | 20         | 100    | 20         | 100    | 20         |
| Wahlbeteiligung                   | Wahlbeteiligung                                  | 62,2 % | 62,2 %     | 59,6 % | 59,6 %     | 61,0 % | 61,0 %     |

### Bürgermeister
Der Bürgermeister der ersten Gemeinde Drei Gleichen, Jens Leffler, wurde in der Bürgermeisterwahl der neuen Gemeinde Drei Gleichen am 14. Oktober 2018 mit 75,5 % der gültigen Stimmen im Amt bestätigt. Bei der Bürgermeisterwahl am 1. September 2024 wurde er ohne Mitbewerber mit 97,7 Prozent der gültigen Stimmen erneut im Amt bestätigt. Die Wahlbeteiligung lag bei 77,6 Prozent.
Aktuelle (März 2025) Ortsteilbürgermeister sind Toralf Berger für Cobstädt/Grabsleben/Großrettbach, Frank Ritter für Günthersleben/Wechmar, Hartwig Gieße für Seebergen, Karsten Ullrich für Mühlberg und Sven Dahmen für Wandersleben.

### Wappen
| Wappen der Landgemeinde Drei Gleichen | Blasonierung: „Das Wappen der Gemeinde Drei Gleichen zeigt in Rot auf einem grünen Dreiberg, darin unten der Form folgend acht goldene Sterne, rechts einen silbernen gezinnten Turm mit zwei Fenstern, in der Mitte einen silbernen Turm mit zwei Fenstern und einem Satteldach, darauf eine Spitze sowie links einen silbernen Turm mit einem Fenster und einer Zinnenhaube. Die Türme sind durch eine silberne Mauer verbunden.“ |
| Wappen der Landgemeinde Drei Gleichen | § 2 Abs. 1 Hauptsatzung der Landgemeinde Drei Gleichen: Gemeindewappen, Gemeindeflagge, Gemeindesiegel |

Die bisherigen Wappen der ehem. Gemeinden Grabsleben, Mühlberg, Seebergen, Wandersleben und Günthersleben-Wechmar können durch die ortsansässigen Vereine weiter genutzt werden.

### Gemeindepartnerschaften
Partnergemeinden von Drei Gleichen sind Reiskirchen in Hessen und Oberboihingen in Baden-Württemberg.

## Sehenswürdigkeiten
Sehenswert sind die drei Burgen Gleichen, Mühlburg und Wachsenburg.

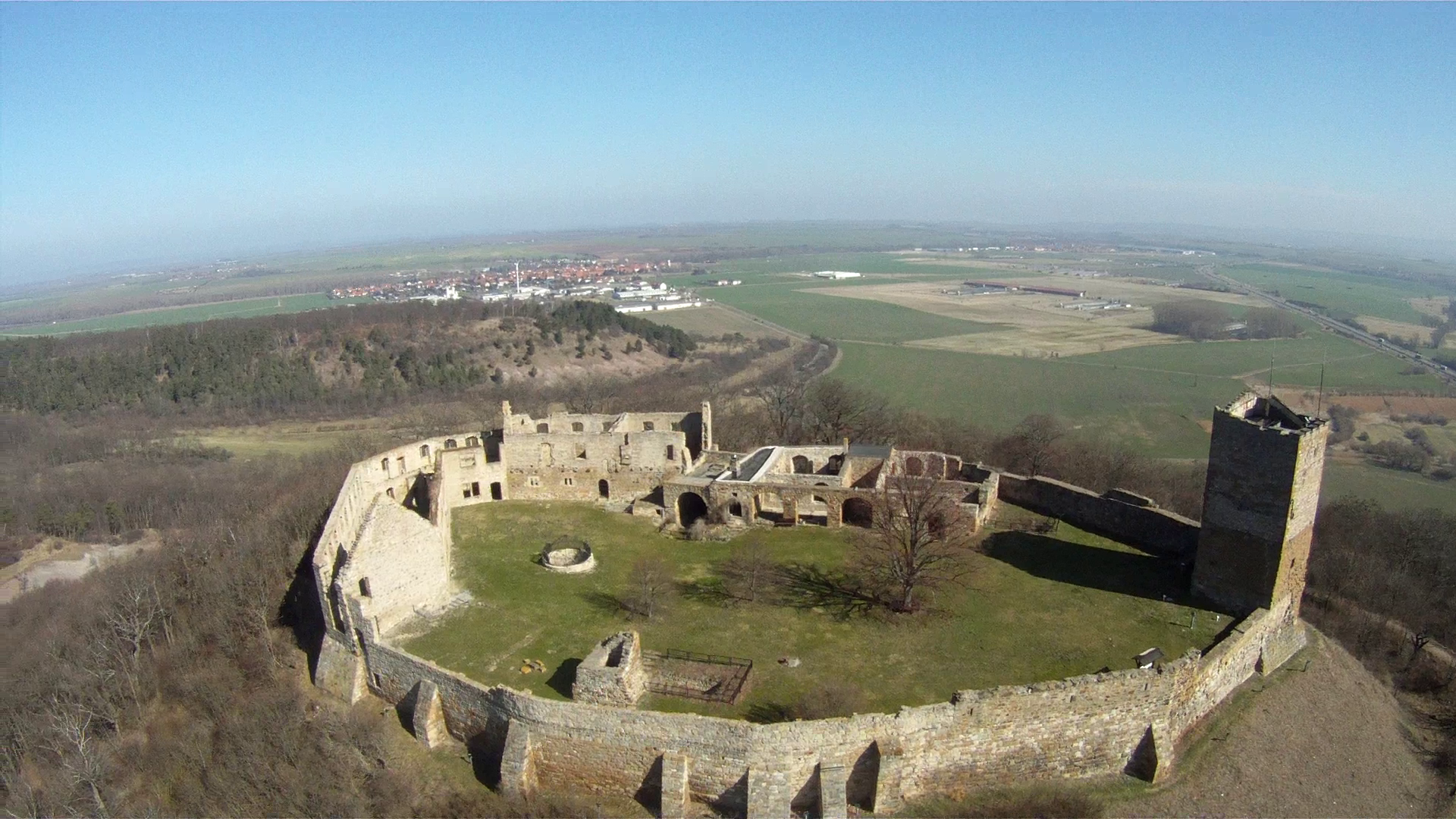
Burg Gleichen
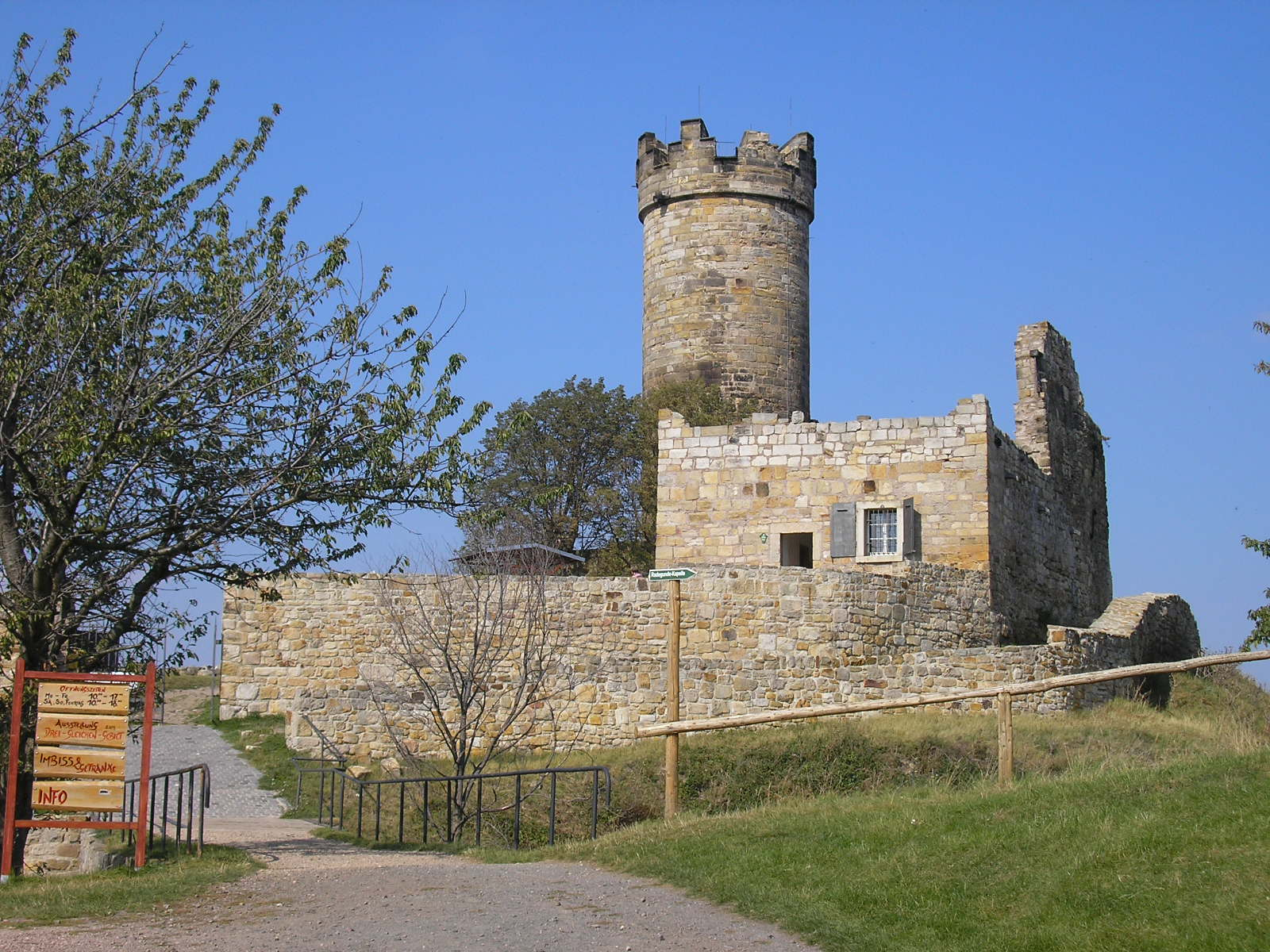
Mühlburg
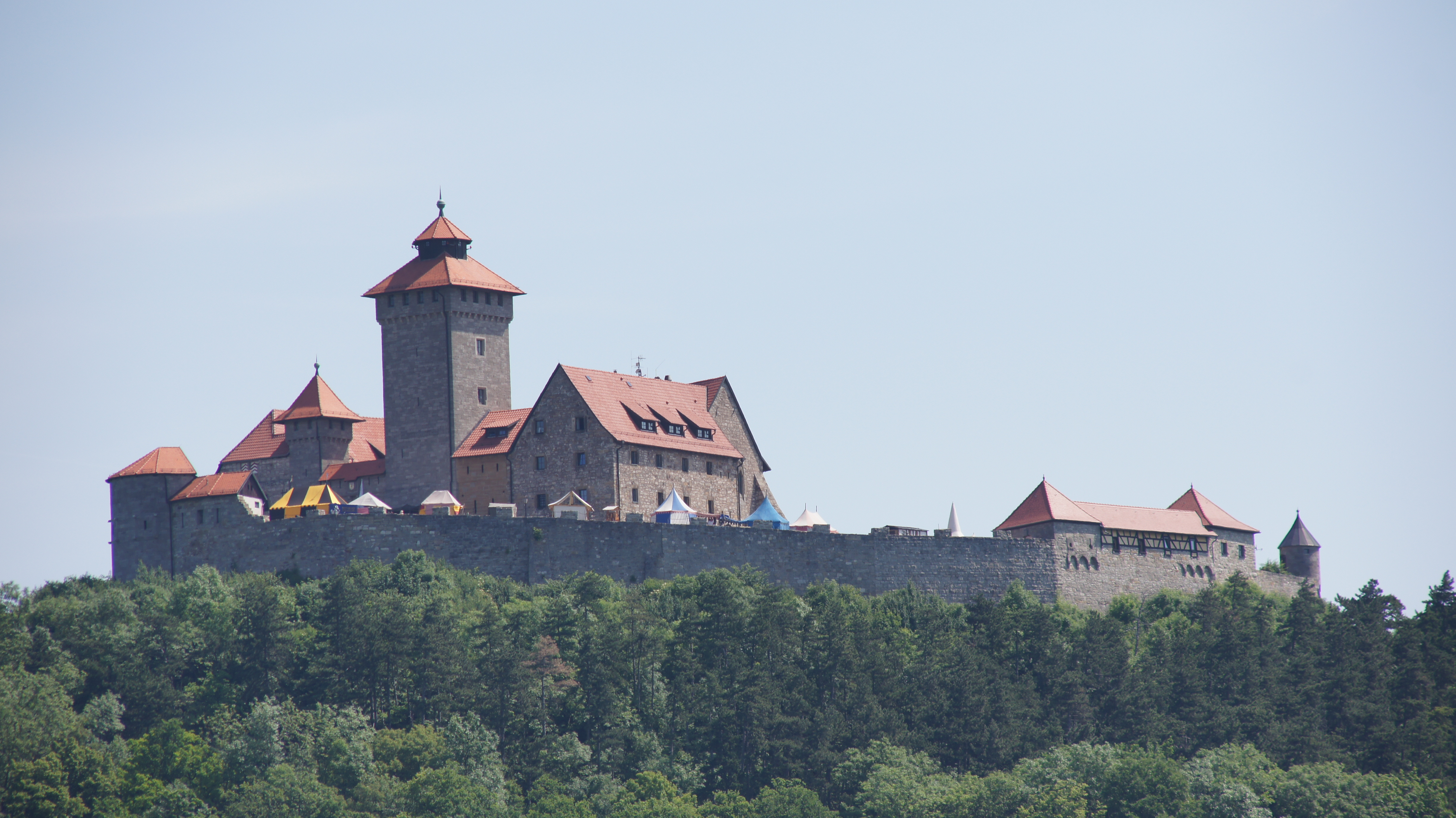
Wachsenburg

Auch die folgenden Kirchen verdienen Beachtung:
Martin-Luther-Kirche (Cobstädt), St. Georg (Seebergen), St. Lukas (Mühlberg), St. Maria Magdalena (Grabsleben), St. Petri (Günthersleben), St. Petri (Wandersleben) und St. Viti (Wechmar). Sie sind in der Denkmalliste von Drei Gleichen eingetragen.

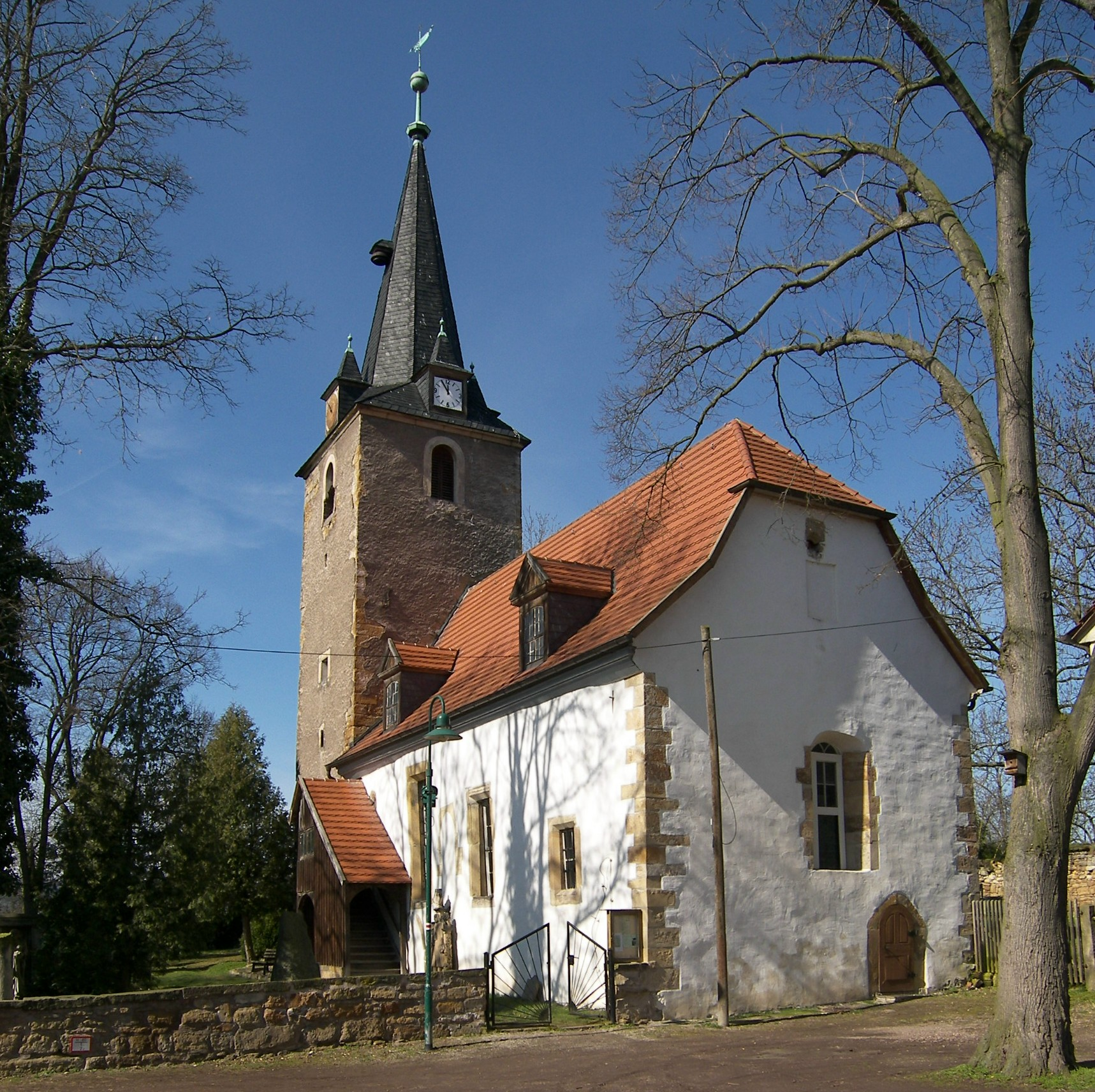
Martin-Luther-Kirche Cobstädt
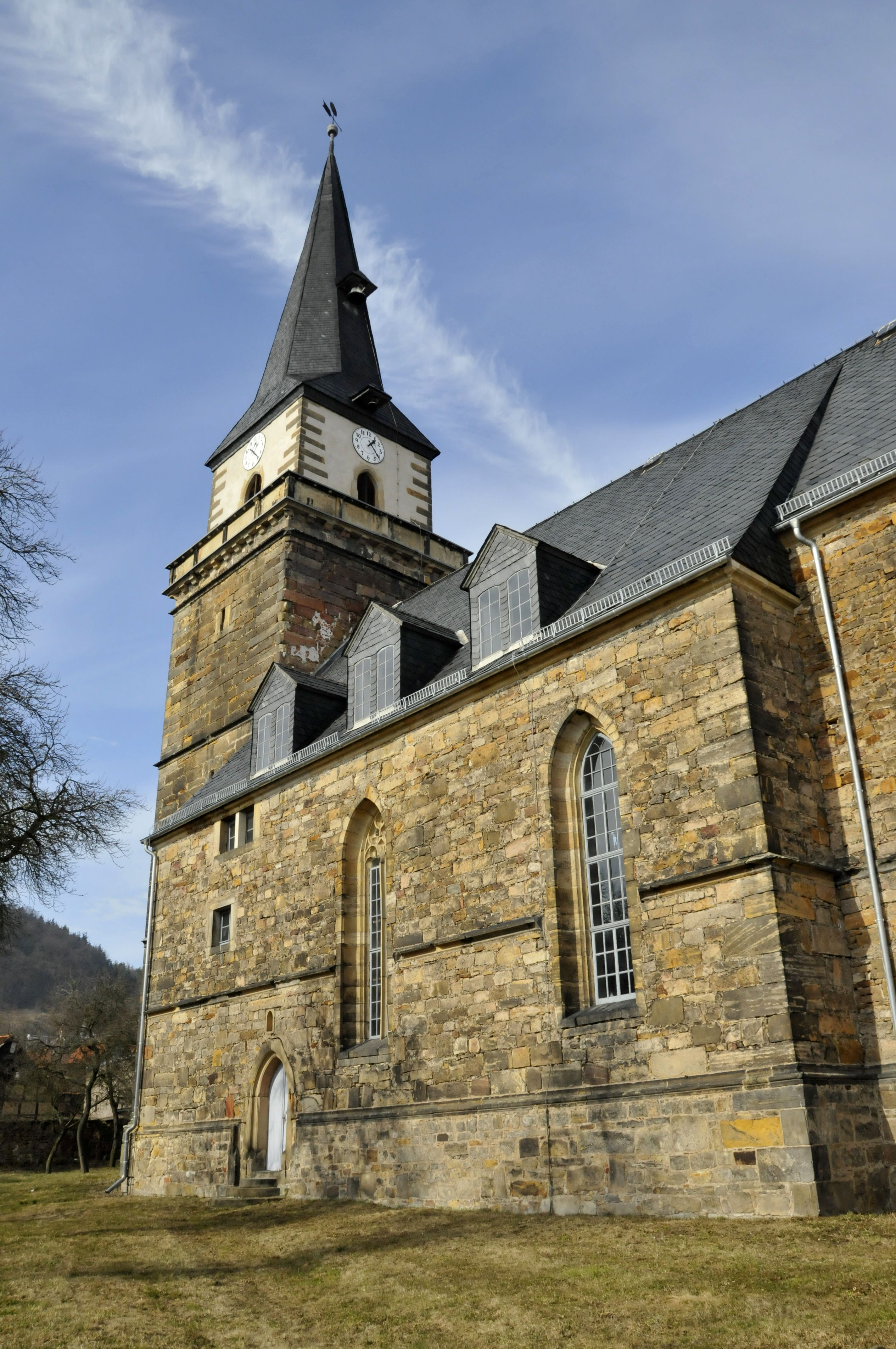
St. Georg Seebergen
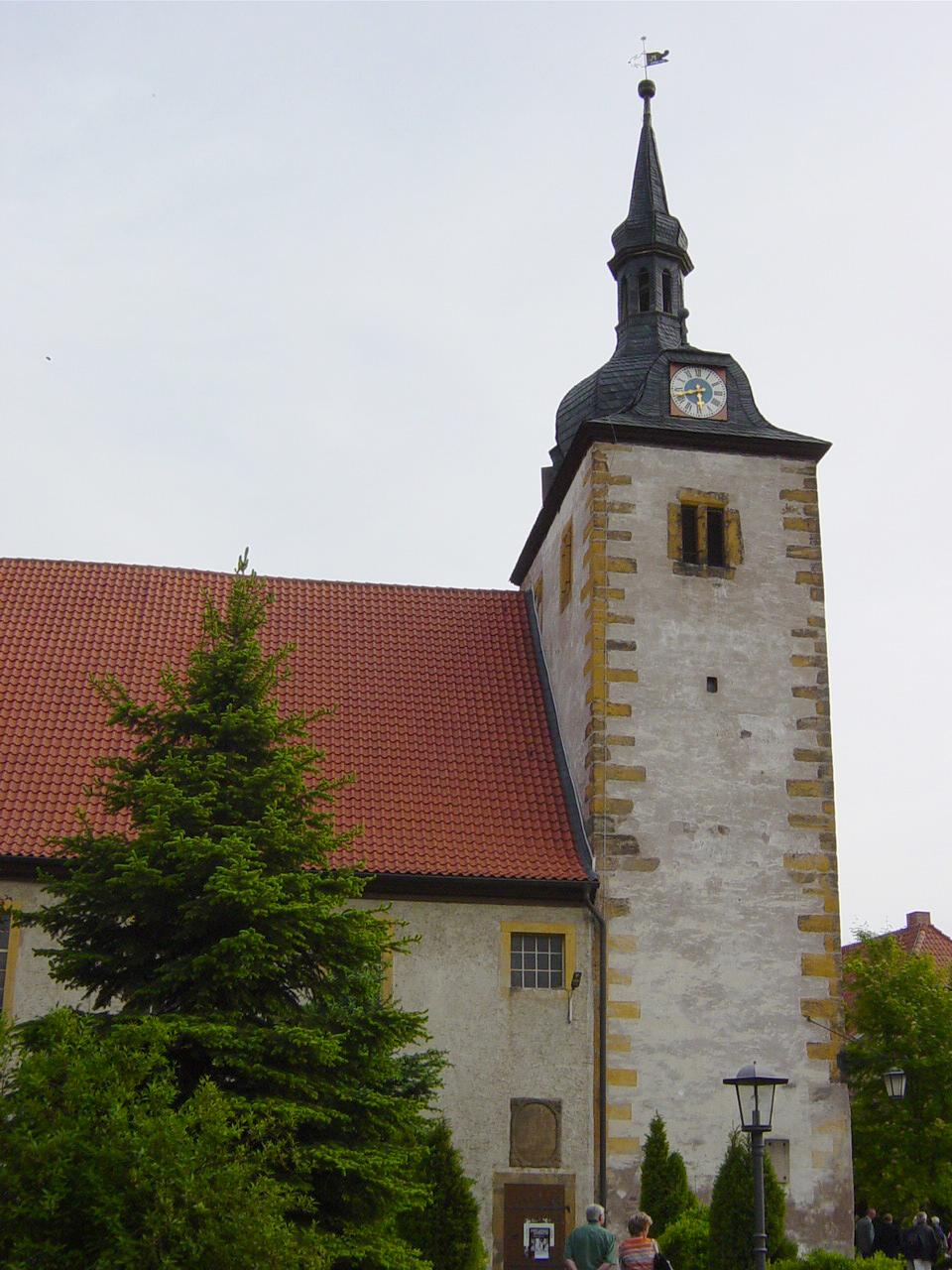
St. Lukas Mühlberg
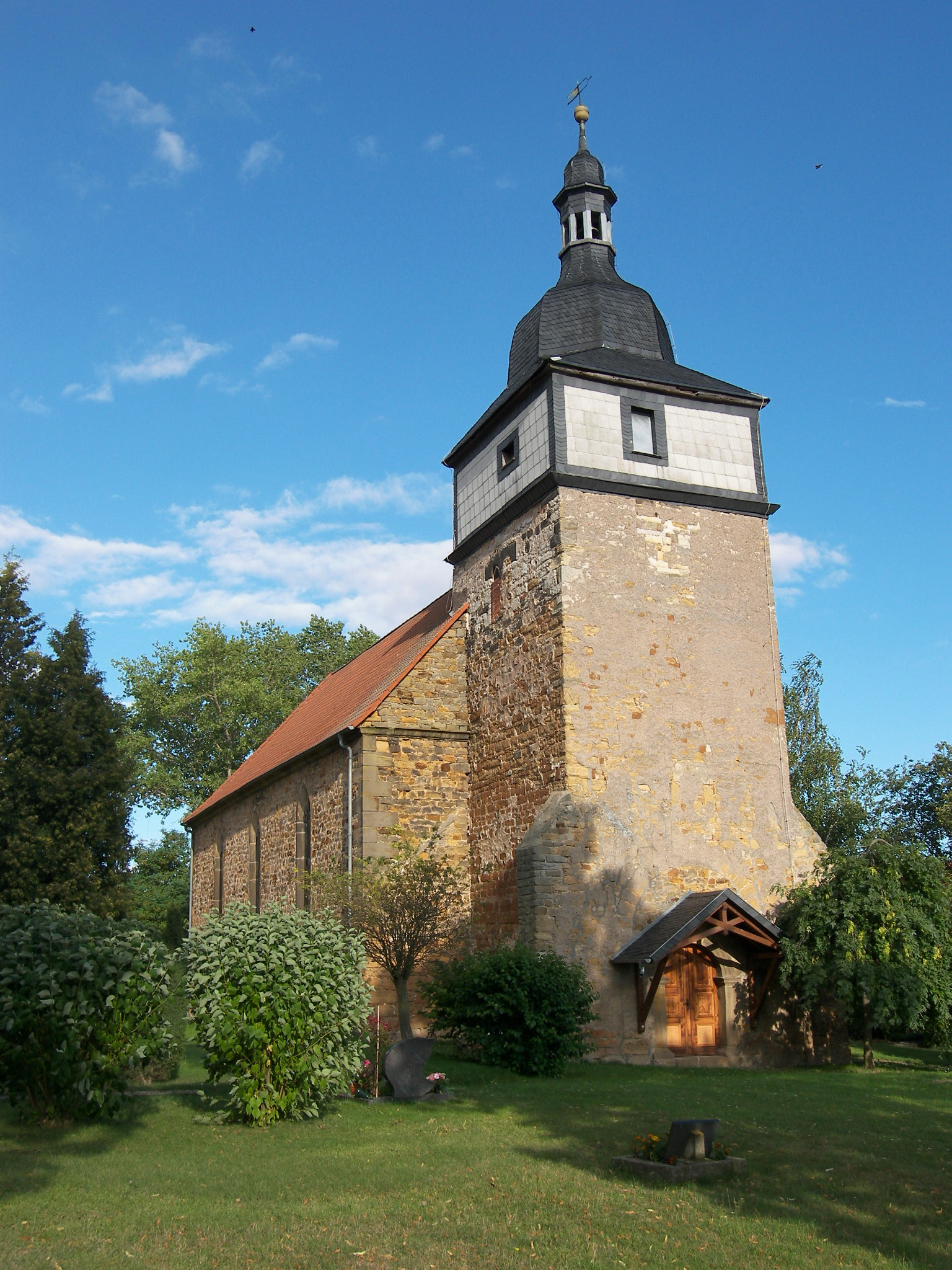
St. Magdalena Grabsleben
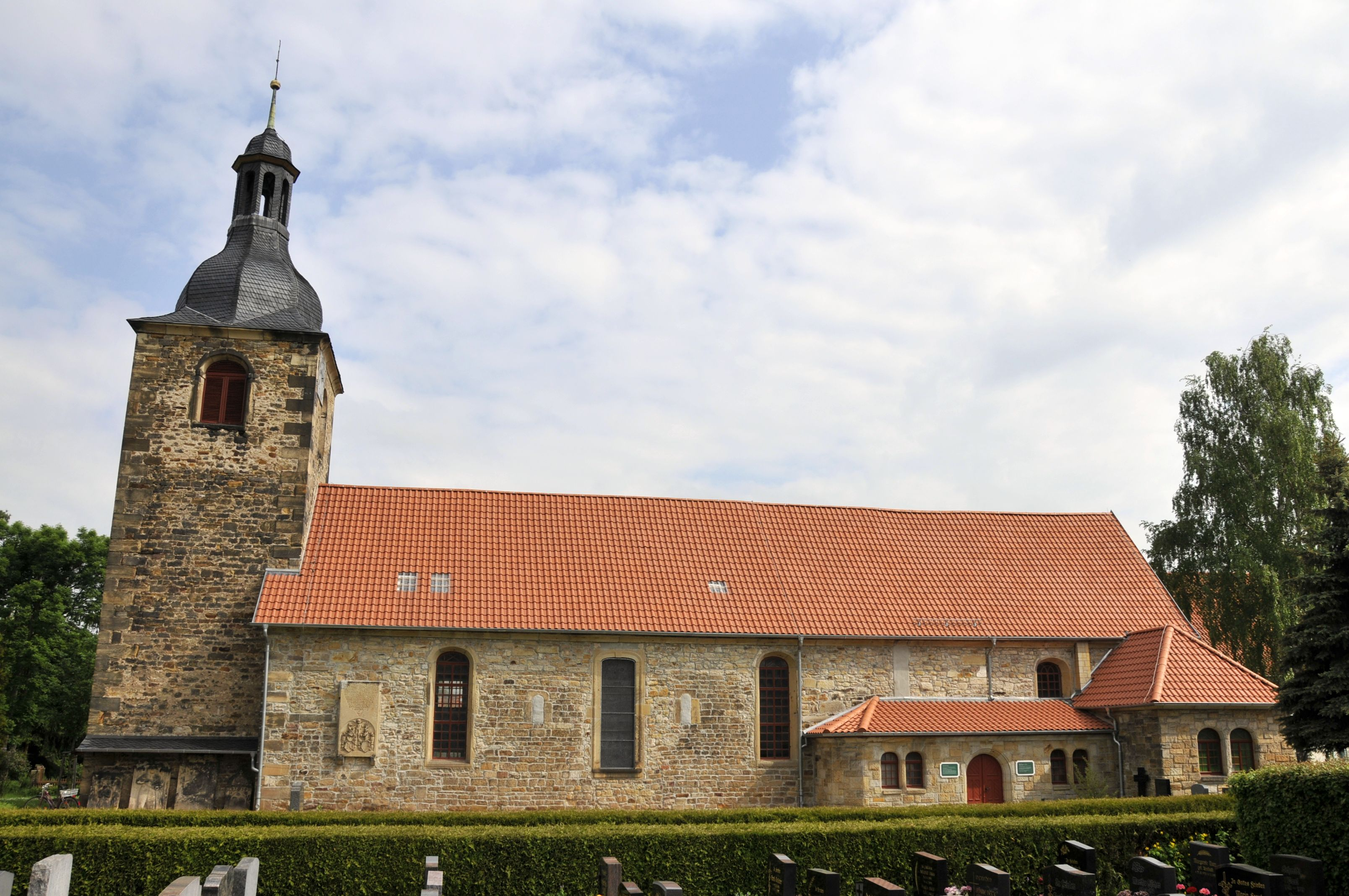
St. Petri Günthersleben
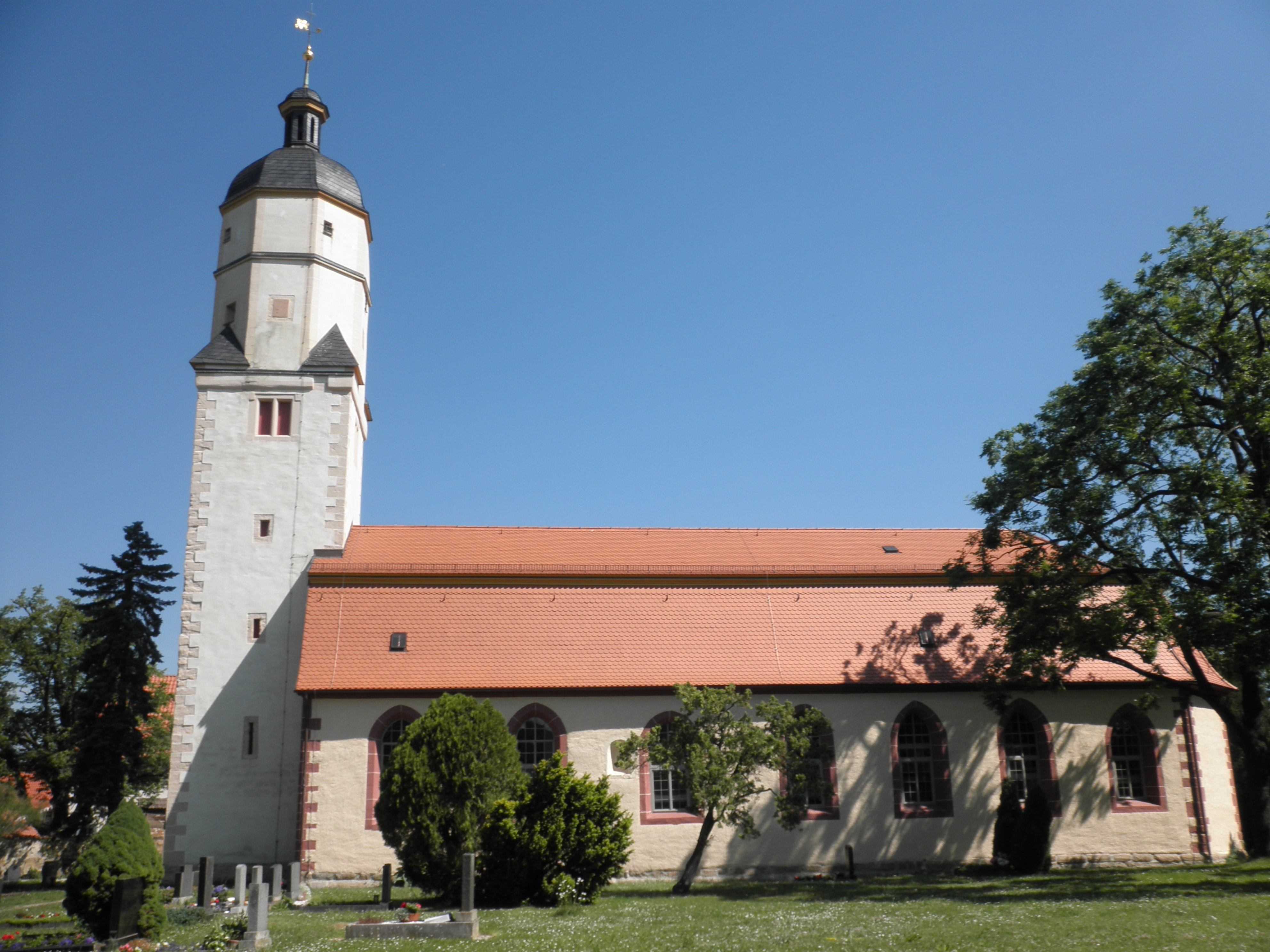
St. Petri Wandersleben
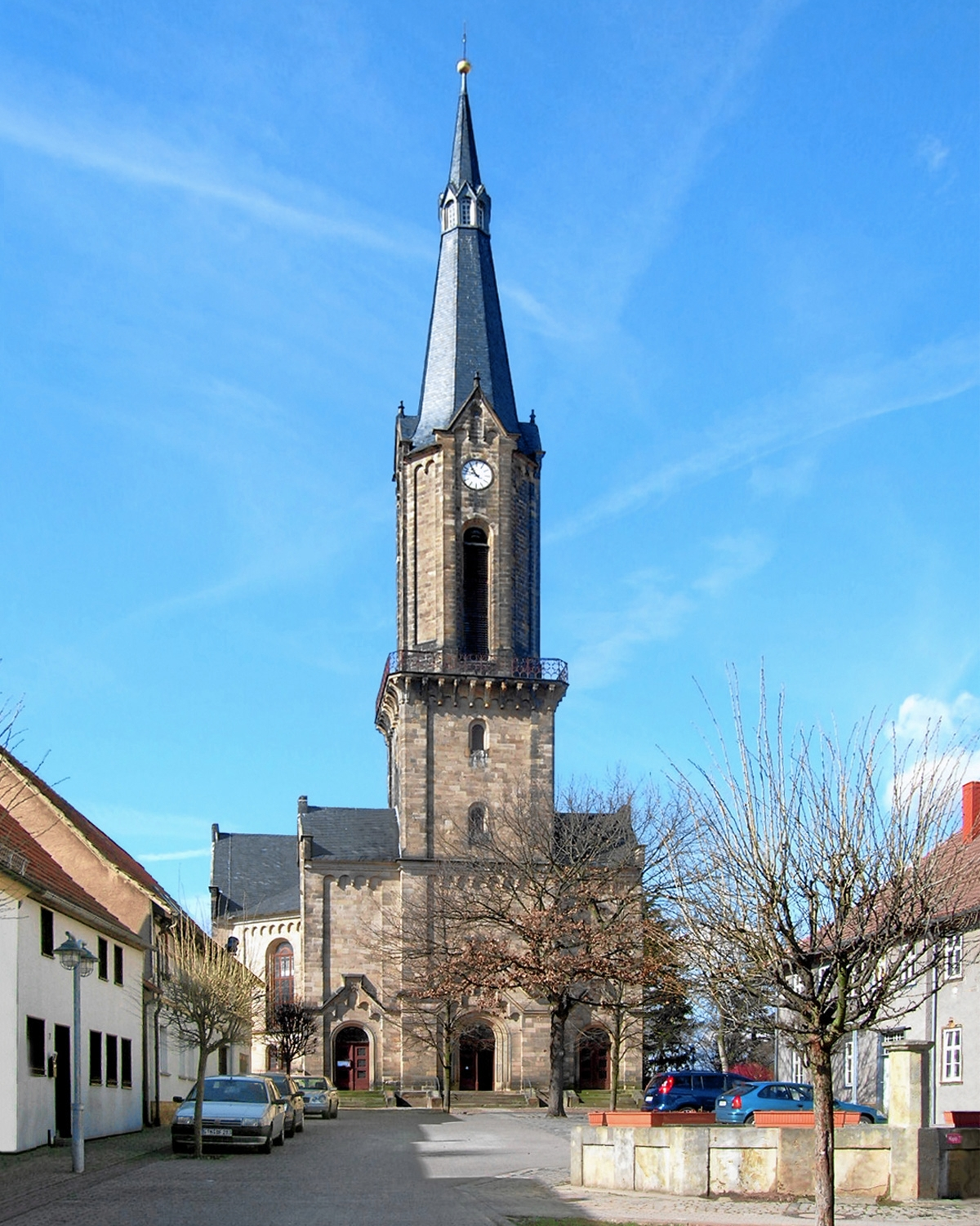
St. Viti Wechmar